# Nokia PC Suite
Nokia PC Suite – nierozwijany już bezpłatny pakiet programów umożliwiający łączenie telefonu marki Nokia z komputerem poprzez USB, Bluetooth, podczerwień lub kabel szeregowy.
Następcą pakietu Nokia PC Suite jest pakiet Nokia Suite zawierający m.in. Nokia Photos, Nokia Software Updater oraz Nokia Map Loader.

## Zawartość pakietu

### Nokia Phone Browser
Program ten umożliwia przesyłanie plików między telefonem a komputerem.

### Content Copier
Program zapisuje kopie danych osobistych z telefonu na komputer.

### Nokia PC Sync
Program synchronizuje dane osobiste między telefonem a komputerem.

### Image Store
Program zachowuje obrazy oraz pliki wideo na komputerze.

### Inne programy pakietu

#### Zarządzanie plikami
Programy pozwalające na zarządzanie plikami:
- Nokia Phone Browser
- Nokia Application Installer
- Nokia Audio Manager
- Nokia Image Converter
- Nokia Multimedia Player
- Nokia Sound Converter

#### Programy do edycji kontaktów, MMS, SMS
- Nokia Contacts Editor
- Nokia Text Message Editor

#### Połączenia
Niżej wymienione programy tworzą i edytują połączenia telefonu komórkowego z komputerem.
- One Touch Access
- Nokia Phone Browser